# Kim Philby
Harold Adrian Russell "Kim" Philby či H.A.R. Philby (OBE v letech 1946-1965), (1. ledna 1912 – 11. května 1988) byl vysoký důstojník britských tajných služeb a jeden z nejvýznamnějších agentů KGB v průběhu studené války, nejvýznamnější člen tzv. Cambridžské pětky (tvořili ji ještě Donald Maclean, Guy Burgess, Anthony Blunt a John Cairncross). Philby měl z nich nejvyšší postavení a vydržel nejdéle, jako vysoký důstojník v MI6 mohl zásobit KGB těmi nejdůvěrnějšími informacemi. Po odhalení uprchl do SSSR.

## Život
Kim Philby se narodil v Indii v roce 1912 pod jménem Harold Adrian Russell Philby jako syn Harryho St. Johna Philbyho, důstojníka britské armády, diplomata a orientalisty, který byl státním úředníkem v Mezopotámii a později poradcem krále Ibn Sa'uda v Saúdské Arábii.
Vzdělání se mu dostalo ve Westminster School a Trinity College v Cambridge. Philby se nikdy s Anglií nesžil a opustil Cambridge jako přesvědčený komunista. Ve volbách roku 1931 začal podporovat labouristickou stranu, ale brzy se s ní rozloučil na protest proti politice Ramseye Macdonalda. V té době se dostal pod silný vliv skupiny prosovětských akademických funkcionářů. Poprvé přišel do styku s Guyem Burgessem a Donaldem Macleanem, se kterým se Philby velmi sblížil. Všichni tři se nechali naverbovat pro práci ve prospěch komunistické věci. V roce 1935 Philby cestoval po Evropě, v únoru roku 1936 se seznámil v Rakousku se zapálenou komunistkou Litzí Friedmannovou, dcerou rakouského Žida, a oženil se s ní.
Tato dvojice brzy opustila Rakousko, aby unikla pozornosti místních úřadů. Po návratu do Londýna Philby nejevil zájem o politiku a začal pracovat pro liberální žurnál Review of Reviews. Vstoupil do sdružení Liga anglo-německého přátelství a v roce 1936 odcestoval do Španělska, kde z povstaleckého území Francisco Franca žurnalisticky komentoval občanskou válku.
Po návratu do Anglie v roce 1939 byl Philby jmenován samostatným korespondentem The Times a byl vyslán s britským expedičním sborem do Francie. Po návratu v roce 1940 ho získala britská výzvědná služba. Nastoupil do SIS, sekce D, která měla na starost sabotáže, podvratnou činnost a propagandu. Tato sekce se v roce 1941 stala součástí SOE a byl mu umožněn špionážní výcvik. Mohl se dostat do válkou zasažené Evropy, ale ve stresových situacích koktal. Byl přeložen do sekce S a postaven do čela Iberského odboru.
V roce 1946 byl povýšen do nově vytvořené sovětské sekce v MI6, kde měl naprostý přehled o anglo-amerických operacích, což NKVD přišlo velmi vhod. V únoru 1947 byl Philby jmenován šéfem britské zpravodajské služby pro Turecko a se svou druhou manželkou Aileen a celou rodinou byl poslaný do Istanbulu. Pracoval na pozici prvního tajemníka britského konzulátu a jeho zpravodajská práce spočívala v dohledu nad britskými agenty a ve spolupráci s tureckými bezpečnostními službami.
V roce 1949 byl vyslán do Washingtonu jako spojovací důstojník mezi SIS a CIA, která tehdy velmi opožděně zakládala protisovětskou sekci. Byl pro svou přátelskou povahu v Americe velmi dobře přijat a dostal se zde k nejtajnějším informacím, které dál předával KGB.
Philby mohl dlouhá léta pokračovat ve své práci, kdyby nedošlo k ohrožení jeho kolegů Burgesse a Macleana. Příčinou byl probíhající americký protišpionážní Projekt Venona, určený k dešifrování zpráv, vysílaných zpravodajskými službami v Sovětském svazu (NKVD, KGB a GRU). Vedoucí kontrašpionáže CIA James Angleton ze zpráv zjistil možnou neloajálnost Donalda Macleana a ohlásil toto podezření Britům. Ti zahájili vyšetřování a ohlásili to CIA prostřednictvím Philbyho. Ten varoval svého přítele Macleana prostřednictvím v té době už problematického a nespolehlivého alkoholika Burgesse. V květnu 1951 oba uprchli do Moskvy, což vrhlo podezření na Philbyho. Ten byl odvolán z USA do Londýna, kde začalo vyšetřování.
V červenci 1951 Philby dobrovolně rezignoval z funkcí v MI6. I po odchodu Philbyho z MI6 pokračovaly spekulace ohledně jeho možných sovětských vztahů. Byl opakovaně vyslýchán ohledně své zpravodajské práce a spojení s Burgessem, ale stále důrazně popíral, že by jednal jako sovětský agent. Vzhledem ke stálému sledování bylo přerušeno spojení s jeho styčným důstojníkem KGB.
Od roku 1952 se Philby snažil najít práci novináře, nakonec - v srpnu 1954 - přijal místo diplomatického zpravodaje Fleet Street Letter. Pro chybějící přístup k hodnotnému materiálu a mimo kontakt se sovětskou zpravodajskou službou přestal pracovat jako sovětský agent. Jeho záležitost nebyla stále uspokojivě vyřešena. V roce 1955 použil penzionovaný plukovník a poslanec své imunity a označil Philbyho za třetího muže v případu Burgess/Maclean. Ministr zahraničních věcí Harold Macmillan se ho v parlamentu zastal. Poté Philby uspořádal tiskovou konferenci, na které klidně, sebevědomě a bez koktání, s nímž od dětství bojoval potvrdil svou nevinu a prohlásil: „Nikdy jsem nebyl komunista.“
Philby pak po odvolání a vynucené rezignaci pracoval na částečný úvazek pro MI6 jako novinář a zpravodaj The Observer a Economist v Bejrútu v Libanonu. V práci se mu nedařilo, ale dokázal lidi přesvědčit, že je jen další obětí mccarthismu. Jeho úplný konec nastal roku 1962, kdy si představitelka Anglo-židovské společnosti Flora Solomonová vzpomněla na svůj dávný rozhovor s Philbym v roce 1935, kdy jí prozradil, že je komunistou a svou vzpomínku předala lidem z MI5. Pár měsíců se nic nedělo z obavy, aby nedošlo k trapnému soudnímu procesu, ale když tato taktika selhala, nabídl se Philbyho přítel Nicholas Elliot z MI6, že pojede do Bejrútu a Philbyho bude konfrontovat s důkazy a přiměje jej k dobrovolnému přiznání a návratu do Londýna kde by ho čekal soudní proces. Philby raději v lednu 1963 s pomocí sovětské obchodní mise v Bejrútu uprchl sovětskou nákladní lodí, která plula z Bejrútu do Oděsy.
Po svém útěku dále pracoval v Moskvě pro KGB. Zde zpočátku žil s Melindou Macleanovou, později se oženil s místní občankou a spisovatelkou Rufinou Ivanovnou Pukhovou, se kterou žil až do své smrti. Zemřel v roce 1988, je pochován na moskevském hřbitově (Кунцевском кладбище).
Kim Philby napsal autobiografii s názvem My Silent War, byla zveřejněna v roce 1968.

## Špionážní činnosti
- Ve Španělsku bylo uvažováno o provedení atentátu na generála Franca.
- V roce 1943 přeběhl pracovník německého Abwehru v Istanbulu Erich Vermehren s manželkou, předal MI6 množství zpravodajských dokumentů a také seznam jmen, adres a profesí lidí křesťanské opozice v Německu, kteří však nebyli prokomunističtí. Philby předal dokumenty do Moskvy. Po skončení války spojenečtí důstojníci začali vyhledávat tyto aktivisty, nikoho ovšem nenašli, protože všichni byli buď deportováni nebo zlikvidováni. Po letech MI6 zjistila, že Sověti se rozhodli zlikvidovat veškerou nekomunistickou opozici a oddíly Směrš obdržely seznamy těchto osob[3].
- Mezi lety 1942 a 1943 měl Philby přístup k totožnosti britských důstojníků a agentů, jakož i ke stovkám utajovaných dokumentů Ministerstva zahraničí a Královské admirality.
- V roce 1944 v Istanbulu se připravoval pracovník sovětského konzulátu Konstantin Volkov k přechodu k Britům, požadoval 50000 liber a politický azyl v Británii. Philby toto oznámil do Moskvy, odkud zorganizovali únos Volkova s manželkou Zojou do SSSR, kde byli popraveni[4].
- V roce 1947 Philby koordinoval infiltraci skupin emigrantů do sovětské Arménie a do sovětské Gruzie. Turecká zpravodajská služba je zavedla na hraniční přechod do Gruzie, ale brzy byly zaslechnuty výstřely[5].
- Operace Valuable byla zorganizována proti režimu v Albánii. Vycvičení dobrovolníci byli dopravováni na pobřeží Albánie. Po tři roky však každé přistání v Albánii, bylo vystaveno přepadům místní armády a bojovníci padli do rukou albánské tajné policie Sigurimi. Albánci znali nouzový rádiový kód. Předpokládá se, že MI6 měla ve své historii jen dvě hlavní selhání, a tento pokus v Albánii je jedním z nich.
- V dubnu 1956 v přístavu Portsmouth při návštěvě sovětského křižníku Ordžonikidze chtěla MI6 získat fotografie použitého nového typu lodního šroubu a zdokonaleného sonarového systému. Byla naplánována operace Klaret. Potápěč Lionel Crabb, který měl fotografování provádět, však zmizel. Až roku 2007 vystoupil Eduard Kolcov, sovětský námořník na odpočinku, že byl v námořnictvu vycvičený pro boj pod vodou a sloužil v té době na křižníku a prohlásil, že žabí muž byl očekáván a při potyčce pod vodou zahynul[6].

## Špionážní síť Cambridge
Byli rekrutováni na University of Cambridge (odtud název).
Členové skupiny pracovali pro NKVD a později pro KGB v MI5 a MI6 a částečně také v CIA od začátku druhé světové války do počátku padesátých let dvacátého století.
Patřili k ní:
- Kim Philby, kódová přezdívka Tom, Stanley, Parsifal (v lednu 1963 uprchl do Moskvy)
- Donald Maclean, přezdívka Homer (uprchl, v roce 1956 se objevil na tiskové konferenci v Moskvě)
- Guy Burgess, přezdívka Tony a Yan (uprchl, v roce 1956 se objevil na tiskové konferenci v Moskvě)
- Anthony Blunt, přezdívaný Stuart, Wise, Lyric (byl vyslýchán MI5 a přiznal se výměnou za imunitu před stíháním)
- John Cairncross, přezdívka Moliere (přiznal se ke špionáži již v roce 1951)